# Yendri Velásquez
Yendri Omar Velásquez (c. 1993) es un activista venezolano por los derechos LGBT. Ha sido coordinador del Observatorio Venezolano de Violencia LGBTIQ+, una organización no gubernamental dedicada a la documentación y denuncia de la discriminación LGBT en el país.

## Carrera
En una entrevista con ElDiario.es, relató que uno de los sucesos que lo motivó al activismo fue la primera vez en la que conoció sobre un caso de odio en el país, donde entre 2011 o 2012 en Maracay, estado Aragua, un joven fue atado a un poste, le echaron gasolina y lo quemaron. Quienes lo quemaron dijeron que en ese sector no se aceptaban "mariquitos". El joven sobrevivió, aunque sufrió lesiones graves.
Como director del Observatorio Venezolano de Violencia LGBTIQ+, ha documentado y denunciado casos de discriminación en el país, tal como la redada del Avalon Club en Valencia en 2023, la detención de Marcos Caraballo por una sesión de fotos frente a la Basílica de Nuestra Señora de Chiquinquirá en 2024,y la amonestación de una pareja del mismo sexo en el Centro Sambil de Caracas por estar agarrados de la mano. El 4 de agosto de 2024 luego de las elecciones presidenciales, Yendri Velásquez, fue retenido durante 6 horas en Maiquetía cuando intentaba abordar un avión camino a Ginebra para participar en una reunión de las Naciones Unidas sobre discriminación.